# Apocryptus nathani
Apocryptus nathani là một loài tò vò trong họ Ichneumonidae.